# Arandon-Passins
Arandon-Passins é uma comuna francesa na região administrativa de Auvérnia-Ródano-Alpes, no departamento de Isère. Estende-se por uma área de 26.14 km². Em 2010 a comuna tinha 1 870 habitantes (densidade: 71,5 hab./km²).
Foi criada em 1 de janeiro de 2016, a partir da fusão das antigas comunas de Passins (sede da comuna) e Arandon.